# Tinodes sitto
Tinodes sitto är en nattsländeart som beskrevs av Malicky och Chantaramongkol 1993. Tinodes sitto ingår i släktet Tinodes och familjen tunnelnattsländor. Inga underarter finns listade i Catalogue of Life.